# Robin Maxwell
Robin Maxwell (1948. február 26. –) amerikai történelmi regényíró, aki a Tudor-korra specializálódott. Emellett forgatókönyvet és politikai blogot is ír.

## Élete
Maxwell Plainfieldben, New Jerseyben nőtt fel és a Tufts Egyetemen diplomázott, mint „foglalkoztató terapeuta”. Szerzett szakmáját évekig gyakorolta, mielőtt Hollywoodba költözött, hogy ott előbb papagáj idomár, majd casting director végül pedig forgatókönyvíró váljék belőle. Dolgozott nagy nevű stúdióknak és társaságoknak. Írt komédiát és drámát, sőt animációs filmet is a Disneynek.

### Írói profilja
Írásaiban elsősorban azokkal a nőkkel foglalkozik, akik korukat megelőzve, kortársaik közül kitűnve más értékrendet, más felfogást képviselnek. Soraiban a száraz történelem megelevenedik, megtelik érdekes eseményekkel, szereplőkkel. Műveivel meg tudja szerettetni az adott kort az olvasóval.

### Magánélete
Férjével, a jógi Max-el, Kaliforniában, Pioneertownban élnek.

## Regényei
| 1. Eredeti cím                                      | 2. Eredeti megjelenés | 3. Magyar cím                                                       | 4. Magyar megjelenés |
| --------------------------------------------------- | --------------------- | ------------------------------------------------------------------- | -------------------- |
| The Secret Diary of Anne Boleyn                     | 1997. április         | Boleyn Anna titkos naplója                                          | 2001                 |
| The Queen’s Bastard                                 | 1999. április         | A fattyú – I. Erzsébet angol királynő törvénytelen fiának története | 2003                 |
| Virgin: Prelude to the Throne                       | 2001. június          | A szűz – Előjáték a trónhoz                                         | 2005                 |
| The Wild Irish: Elizabeth I and the Pirate O’Malley | 2003. október         | A vad írek: I. Erzsébet és a hírhedt kalóznő története              | 2006                 |
| To the Tower Born: the Lost Princes                 | 2005. szeptember      | Az elveszett hercegek                                               | 2007                 |
| Mademoiselle Boleyn                                 | 2007. november        | Boleyn kisasszony                                                   | 2008                 |
| Signora da Vinci                                    | 2009. január          | Signora da Vinci                                                    | 2010                 |
| O, Juliet                                           | 2010. február         | Ó, Júlia                                                            | 2010                 |
| Jane: The Woman Who Loved Tarzan                    | 2012. szeptember      |                                                                     |                      |

## Magyarul
- Boleyn Anna titkos naplója; ford. Béresi Csilla; Tericum, Bp., 2001
- A fattyú; ford. Gorka Botond és Máhr Kinga; Tericum, Bp., 2003
- A szűz. Előjáték a trónhoz; ford. Sziklai István; Tericum, Bp., 2005
- A vad írek I. Erzsébet és a hírhedt kalóznő története; ford. Dudich Ákos; Tericum, Bp., 2006
- Az elveszett hercegek; ford. Gátos Bálint, Ruthner Gábor, Barta Judit; Tericum, Bp., 2007
- Boleyn kisasszony; ford. Szilágyi Zsófia; Tericum, Bp., 2008
- Ó, Júlia!; ford. Bobory Dóra; Tericum, Bp., 2010
- Signora da Vinci; ford. Stefanovits Péter; Tericum, Bp., 2010

## Díjai
- Boleyn Anna titkos naplója c. művével YALSA list, 1997 & 1998[6]
- New York City Public Library's "Books for the Teenage" List, 1997[7]